# Jambu Kidul
Jambu Kidul is een bestuurslaag in het regentschap Klaten van de provincie Midden-Java, Indonesië. Jambu Kidul telt 3106 inwoners (volkstelling 2010).